# Festival de télévision de Monte-Carlo 2014
Le Festival de télévision de Monte-Carlo 2014, 54e édition du festival, s'est déroulé du 7 au 11 juin 2014.

## Sélection[2]

### Séries dramatiques
- Bron (Suède)
- Crossing Lines (Allemagne)
- Downton Abbey (Royaume-Uni)
- Hostages (Israël)
- House of Cards (États-Unis)
- Reign (États-Unis)
- Rita (Danemark)
- Wentworth (Australie)

### Séries comiques
- Episodes (Royaume-Uni)
- Kaboul Kitchen (France)
- Lilyhammer (Norvège)
- The Moodys (en) (Australie)
- Mrs. Brown's Boys (Irlande)
- Les Parent (Canada)
- Vicious (Royaume-Uni)

### Mini-séries
- American Horror Story: Coven (États-Unis)
- The Great Train Robbery (en) (Royaume-Uni)
- L'ingegnere (it) (Italie)
- Poslední cyklista (cs) (République tchèque)
- La Source (France)
- Top of the Lake (Royaume-Uni)

### Téléfilms
- Die Auslöschung (de) (Autriche)
- Battlefield Tokyo (Japon)
- Pass Gut Auf Ihn Auf (Allemagne)
- Sherlock (Royaume-Uni)
- Le Silence des églises (France)
- Y Gwyll (Royaume-Uni)

### Grands reportages
- Bagdad, Ville Violente (France)
- Correspondent: Identity And Exile (Qatar)
- Den Andra Vagen (Suède)
- Kavot Syyrian Sodalle (Finlande)
- Minna No Gakko (Japon)
- News Zone: Pig Carcasses In Huangpu River (Chine)
- Pillens Mørke Skygge (Danemark)
- Repatriation To North Korea, Tessa'S Ten-Year Search For The Truth Ep.1 Conspiracy (Corée du Sud)
- Romania Otravita (Roumanie)
- Sex - Made In Germany (Allemagne)
- Stolen Faces: Silent Screams (Singapour)
- Tvillingsostrene (Norvège)

### Reportages de JT
- Accidente De Tren En Santiago (Espagne)
- Bosnia-Hercegovina: Uprising (Allemagne)
- Central African Republic (Royaume-Uni)
- Central African Republic: Victims Of Rape (Royaume-Uni)
- Dogholoha Pas Az 11 Sal Be Ham Miresand (Iran)
- Poland Urged To Cut Coal Dependency (Qatar)
- Typhoon Haiyan: "Inside The Storm" (États-Unis)
- Velkommen Til Sotsji (Norvège)

### Programme d'actualités 24h/24
- Anti-Government Protests In Kiev, Ukraine (Russie)
- CBC News Network: Rob Ford Coverage (Canada)
- Coverage Of Ukraine Unrest: "Shooting In Independence Square" (États-Unis)
- Egypt Coup (Royaume-Uni)
- Ukraine (Royaume-Uni)

### Prix du prince Rainier
- Armes chimiques sous la mer (France)
- Betraktaren (Suède)
- Den Andra Vagen (Suède)
- Romania Otravita (Roumanie)

### Prix de l'audience TV internationale
Drames :
- Les Experts (États-Unis)
- NCIS : Enquêtes spéciales (États-Unis)
- Under the Dome (États-Unis)

Comédies :
- I Do, I Do (ko) (Corée du Sud)
- Modern Family (États-Unis)
- Svaty (Ukraine)

Soaps / telenovelas :
- Amour, Gloire et Beauté (États-Unis)
- Marido en alquiler (États-Unis et Brésil)
- La patrona (États-Unis et Mexique)

## Palmarès[3]
- Séries dramatiques
  - Meilleure série internationale : Hostages  Israël
  - Meilleure série européenne : Bron  Suède
  - Meilleur acteur : Kim Bodnia dans Bron  Suède
  - Meilleure actrice : Ayelet Zurer dans Hostages  Israël
- Séries comiques
  - Meilleure série internationale : Lilyhammer  Norvège
  - Meilleure série européenne : Episodes  Royaume-Uni
  - Meilleur acteur : Steven Van Zandt dans Lilyhammer  Norvège
  - Meilleure actrice : Julie Bowen dans Modern Family  États-Unis
- Mini-séries
  - Meilleure série internationale : Top of the Lake  Royaume-Uni
  - Meilleur acteur : Peter Mullan dans Top of the Lake  Royaume-Uni
  - Meilleure actrice : Elizabeth Moss dans Top of the Lake  États-Unis
- Téléfilms
  - Meilleure série internationale : Pass Gut Auf Ihn Auf  Allemagne
  - Meilleur acteur : Klaus Maria Brandauer dans Die Auslöschung  Autriche
  - Meilleure actrice : Julia Koschitz dans Pass Gut Auf Ihn Auf  Allemagne
- Meilleur grand reportage : Correspondent: Identity And Exile  Qatar
- Meilleur reportage de JT : Central African Republic: Victims Of Rape  Royaume-Uni
- Meilleur reportage de société : Tvillingsostrene  Norvège
- Meilleur programme d'actualités 24h/24 : Coverage Of Ukraine Unrest: "Shooting In Independence Square"  États-Unis
- Prix de l'audience TV internationale
  - Drame : NCIS  États-Unis
  - Comédie : Modern Family  États-Unis
  - Soap / telenovela : The Bold and The Beautiful  États-Unis

### Prix spéciaux
- Prix du prince Rainier III : Armes chimiques sous la mer  France
- Prix SIGNIS : Pass Gut Auf Ihn Auf  Allemagne
- Prix AMADE : Central African Republic  Royaume-Uni
- Prix du Comité International de la Croix Rouge : Central African Republic  Royaume-Uni
- Prix de la Croix-Rouge Monégasque: Battlefield Tokyo  Japon
- Prix URTI - grand prix international du documentaire d’auteur : Le Journal de Schéhérazade  Liban
- Nymphe d'honneur : Jerry Bruckheimer